# Crest-Voland
Crest-Voland es una comuna francesa situada en el departamento de Saboya, en la región de Auvernia-Ródano-Alpes.

## Demografía
| 232 | 264 | 282 | 310 | 395 | 418 | 332 |
| Para los censos de 1962 a 1999 la población legal corresponde a la población sin duplicidades (Fuente: INSEE [Consultar]) |     |     |     |     |     |     |